# Challenger de Tenerife
El Challenger de Tenerife es un torneo profesional de tenis. Pertenece al ATP Challenger Tour. Se juega desde el año 2021 sobre pistas de dura, en Tenerife, España.

## Palmarés

### Individuales
| Año      | Campeón              | Finalista            | Resultado        |
| -------- | -------------------- | -------------------- | ---------------- |
| 2021     | Tallon Griekspoor    | Feliciano López      | 6-4, 6-4         |
| 2022     | No celebrado         | No celebrado         | No celebrado     |
| 2023-I   | Alexander Shevchenko | Sebastian Ofner      | 7-5, 6-2         |
| 2023-II  | Matteo Arnaldi       | Raúl Brancaccio      | 6-1, 6-2         |
| 2023-III | Matteo Gigante       | Stefano Travaglia    | 6-3, 6-2         |
| 2024-I   | Brandon Nakashima    | Pedro Martínez       | 6-3, 6-4         |
| 2024-II  | Matteo Gigante       | Stefano Travaglia    | 6-2, 6-4         |
| 2024-III | Mikhail Kukushkin    | Matteo Gigante       | 6-2, 2-0, retiro |
| 2025-I   | Pablo Carreño        | Alejandro Moro Cañas | 6-3, 6-2         |
| 2025-II  | Pablo Carreño        | Filip Misolic        | 6-3, 6-2         |

### Dobles
| Año      | Campeones                               | Finalistas                                      | Resultado              |
| -------- | --------------------------------------- | ----------------------------------------------- | ---------------------- |
| 2021     | Nuno Borges Francisco Cabral            | Jeevan Nedunchezhiyan Purav Raja                | 6-3, 6-4               |
| 2022     | No celebrado                            | No celebrado                                    | No celebrado           |
| 2023-I   | Victor Vlad Cornea Sergio Martos Gornés | Patrik Niklas-Salminen Bart Stevens             | 6-3, 6-4               |
| 2023-II  | Christian Harrison Shintaro Mochizuki   | Matteo Gigante Francesco Passaro                | 6-4, 6-3               |
| 2023-III | Andrew Harris Christian Harrison        | Luke Johnson Sem Verbeek                        | 7-6(6), 6-7(4), [10-8] |
| 2024-I   | Vasil Kirkov Luis David Martínez        | Karol Drzewiecki Piotr Matuszewski              | 3-6, 6-4, [10-3]       |
| 2024-II  | Petr Nouza Patrik Rikl                  | Sander Arends Sem Verbeek                       | 6-4, 4-6, [11-9]       |
| 2024-III | Sander Arends Sem Verbeek               | Marco Bortolotti Sergio Martos Gornés           | 6-4, 6-4               |
| 2025-I   | Íñigo Cervantes Daniel Rincón           | Nicolás Álvarez Varona Iñaki Montes de la Torre | 6-2, 6-4               |
| 2025-II  | Alexander Merino Christoph Negritu      | Daniel Cukierman Joshua Paris                   | 2-6, 6-3, [10-8]       |